# تشاك فيليبس
تشاك فيليبس (بالإنجليزية: Chuck Philips) هو صحفي الموسيقى وصحفي أمريكي، ولد في 15 أكتوبر 1952.